# Ogmodera sudanica
Ogmodera sudanica är en skalbaggsart som beskrevs av Stefan von Breuning 1973. Ogmodera sudanica ingår i släktet Ogmodera och familjen långhorningar. Inga underarter finns listade i Catalogue of Life.